# یواس‌اس ناهانت (اس‌پی-۱۲۵۰)
یواس‌اس ناهانت (اس‌پی-۱۲۵۰) (به انگلیسی: USS Nahant (SP-1250)) یک کشتی بود که طول آن ۱۳۴' ۷" بود. این کشتی در سال ۱۹۱۳ ساخته شد.